# Johann Conrad Seekatz

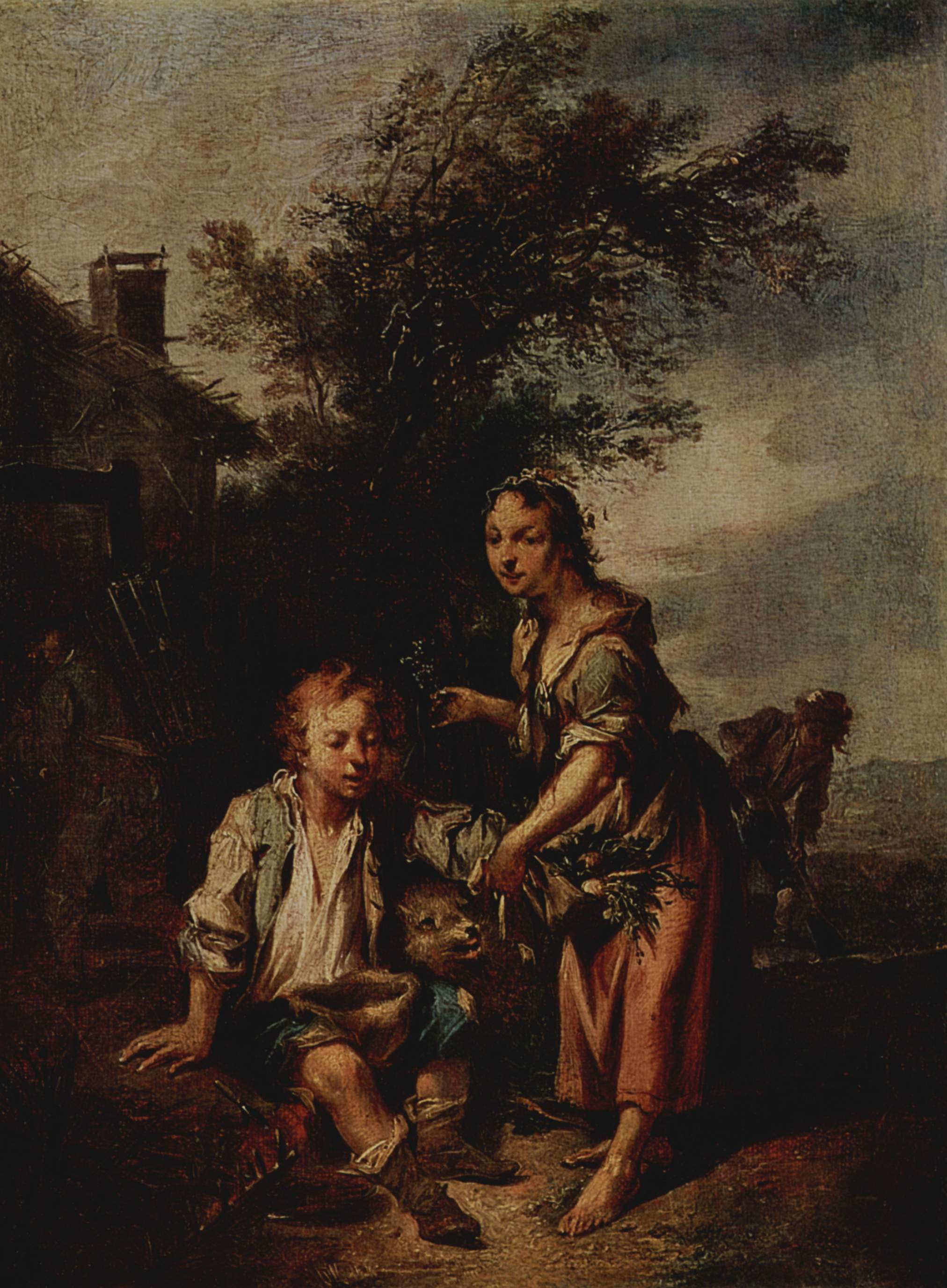
Dívka a žebrák

Johann Conrad Seekatz (4. září 1719, Grünstadt – 25. srpna 1768, Darmstadt) byl německý rokokový malíř.
Byl synem Johanna Martina Seekatze, dvorního malíře ve Wormsu, a Juliany Magdaleny Kuhlmannové. Od roku 1753 působil jako dvorní malíř v Darmstadtu. Ve Frankfurtu nad Mohanem maloval rodinu Johanna Caspara Goetheho. Některé z těchto obrazů jsou vystaveny v Goethově domě.
Jeho repertoár zahrnoval náboženské, mytologické a historické obrazy a realistické žánrové obrázky z městského prostředí.